# X/Open
X/Open bylo označení pro konsorcium složené z výrobců a uživatelů systémů Unix. Jejich cílem bylo dále rozvíjet Unix směrem k otevřenému systému, to znamenalo sjednotit všechny dosud existující systémy, vytvořit jednotné rozhraní a toto rozhraní dát dále k dispozici. Tímto měla být zcela vymýcena závislost uživatelů Unixu na systémech a počítačích konkrétních výrobců, zlepšena interoperabilita rozdílných aplikací a v neposlední řadě také ulehčena distribuce software. Roku 1996 se sdružení X/Open spojilo s Open Software Foundation a vznikla tak Open Group.

## Historie
Konsorcium bylo založeno roku 1984. Mezi zakládající členy patřily významné evropské firmy Bull, ICL, Siemens, Olivetti a Nixdorf, skupina byla pojmenována podle počátečních písmen zúčastněných firem – BISON. Když se později ke skupině připojili Philips a Ericsson přijalo konsorcium jméno X/Open.
Konsorcium publikovalo své specifikace pod jménem X/Open Portability Guide (XPG). První vydání XPG1 vyšlo roku 1984 a zabývalo se základním rozhraním uživatelského systému Unix. XPG2 z roku 1987 mělo za cíl internacionalizaci mezi-procesové komunikace, stejně jako programovací jazyky C, Cobol, Fortran, Pascal, SQL a datovou přístupovou metodu ISAM.
XPG3 následovalo roku 1988, jeho nejdůležitějším cílem bylo zavést konvergenci se specifikacemi uživatelského systému POSIX.
Do roku 1991 stoupal počet členů konsorcia až k číslu 21. Další firmy vedle evropských 7 byly AT&T, Digital, Unisys, Hewlett-Packard, IBM, NCR, Sun Microsystems, Prime Computer, Apollo Computers ze severní Ameriky, Fujitsu, Hitachi, NEC z Japonska, další byli z Open Software Foundation a Unix International.
Skupina X/Open držela mezi roky 1993 a 1996 práva na značku Unix, po sloučení s Open Software Foundation přešla práva na následnickou organizaci Open Group.